# 三上遥香
三上 遥香（みかみ はるか、1月27日 - ）は、日本の女性声優、歌手。81プロデュース所属。神奈川県出身。

## 来歴
声優になろうと思ったきっかけは母が入院していた小学1年生の時に長編アニメーション映画『となりのトトロ』を見ていたという。その時、同じ境遇の主人公達の前向きな生き方に励まされたため、「私もアニメを通して誰かを勇気づけることができたらいいな」と思ったことがきっかけである。母の入院中は面倒を祖母が見てくれたという。祖母は中学校の国語教師だったため、教科書の音読の宿題にたくさん付き合ってくれたという。クラスで教科書を読む時に褒められることが増え、祖母のおかげで文字を声に出して読むことが好きになったという。中学1年生になり、将来について考えていた時、「自分の好きなことが役に立つ職業につきたい」と思って。声優を目指そうと決めたという。
アミューズメントメディア総合学院声優タレント専科卒業。2010年、『アクシデント・カップル』の吹き替えでデビュー。2011年8月、『声優バラエティー SAY!YOU!SAY!ME!』内のコーナー「声優アイドルユニット企画」で新人声優ユニットのメンバーとして抜擢され、『ワンリルキス』のメンバーとしての活動を開始。
2012年4月より81プロデュース所属となった。

## 人物
趣味はアロマテラピー、鉱物鑑賞。特技は書道、フルート、ピッコロ。
好きな言葉は『カードキャプターさくら』の無敵の呪文の「絶対だいじょうぶだよ」。座右の銘は「努力に勝る天才なし」。

## 出演
太字はメインキャラクター。

### テレビアニメ
2011年
- THE IDOLM@STER（ダンス講師）
- のらのらの〜ら（審査員）

2012年
- カンピオーネ! 〜まつろわぬ神々と神殺しの魔王〜（女生徒C）
- この中に1人、妹がいる!（女生徒）
- 坂道のアポロン（女子）
- ワンリル喫茶（みかみん）

2014年
- 団地ともお（小学生A）

2015年
- かみさまみならい ヒミツのここたま（2015年 - 2016年、星野ひな、ミッケル、陽太の母）
- 境界のRINNE（井本）
- 放課後のプレアデス（子供B）

2017年
- リトルウィッチアカデミア（メリル）

2023年
- でこぼこ魔女の親子事情（フードの女性）

### 劇場アニメ
- KING OF PRISM -PRIDE the HERO-（2017年）

### ゲーム
2013年
- アイコレ（伊波合歓）
- 蒼穹のスカイガレオン（フリッグ、スカジ、フレイヤ）

2015年
- ザクセスヘブン（矢吹きざみ）
- ハナヤマタ! よさこいLIVE！
- 刻のイシュタリア（エニュオ、カラビア	）
- 俺タワー -Over Legend Endless Tower-（糸ノコ、ミニ油圧ブレーカー）

2016年
- ダークリベリオン	明智光秀
- ワンダーオラクル	（飛将軍リコウ、林檎の射手ウィリアム、魁偉ベルトラン
- 戦国アスカZERO（黒城影綱、島津豊久）

2020年
- 戦国RENKA ズーム!（明智光秀、穴山梅雪、島津豊久）

### ドラマCD
- ありんこのアリー（アリピンク）[13]

### ラジオドラマ
- VOMIC
  - 斉木楠雄のΨ難（斉木久留美[14]）
- 真・週刊コミックTV＋ ドラマシアター コミドラ
  - 恋の時間（女子生徒[15]）
  - 今日、恋をはじめます（女子生徒）

### 吹き替え

#### 映画
- わたしゴリラ？（アリ[2]）
- ガール・ミーツ・ワールド（カーリー）
- ナイトメア2 〜血塗られた秘密〜（ラヴィニア）

#### テレビドラマ
- アクシデント・カップル（テレビ音声女性2、女性ファン）
- スリーピー・ホロウ シーズン3（テッサ）

#### アニメ
- ビリー・ディリーのスーパードゥーパー・地底セカイ・サマー（ベッキー・ブッカーマン
- 怪奇ゾーン グラビティフォール（エマ）
- なんだかんだワンダー（ギャラクティア）

### ラジオ
- ワンリルキスのSAY!YOU!SAY!ME!R!（Ustream：2011年12月20日-2013年9月5日、パーソナリティ）[2]

### TV
- 声優バラエティー SAY!YOU!SAY!ME![2]
- にじどこ〜2次元の入り口はどこですか?〜（トライアル版）
- 真・週刊コミックTV＋（声優ピックアップ♪）

### CM
- 47都道府犬（ナレーション）

### 音楽CD
- アイドル八犬伝☆ホエホエとらっくす（ホエホエックス）[16]
  - きみはホエホエむすめ（2011年12月29日）
- ワンリルキス
  - いつか、『SAY!YOU!SAY!ME!』（2012年3月31日）[8]
  - シランプリ（2012年8月4日）[8]
  - チョップスティック・ラブ（2012年12月29日）[8]
  - 恋してほしくて（2013年6月12日）[8]
  - 忘れられないよ（2013年9月11日）[17]